# Bernhard Stempfle

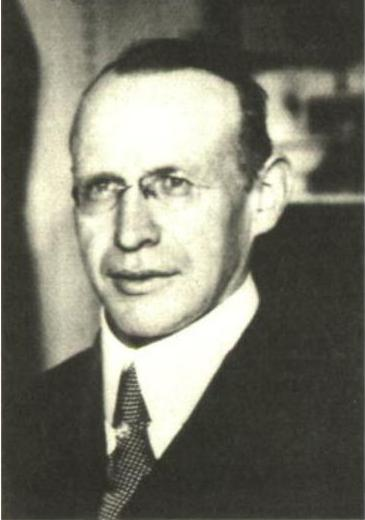
Bernhard Stempfle in 1928

Bernhard Stempfle (München, 1882 - Dachau, 1 juli 1934) was een priester en journalist, die Adolf Hitler hielp bij het schrijven van Mein Kampf. Hij werd tijdens de Nacht van de Lange Messen vermoord.

## Biografie
Stempfle werd in 1904 priester. Hij werd lid van de Hiëronymieten-orde in Italië. In de jaren voor de Eerste Wereldoorlog schreef hij voor de Corriere della Sera en verschillende andere Duitse en Italiaanse kranten. Na het uitbreken van de oorlog keerde hij terug naar München. 
In 1919 begon hij voor de Münchener Beobachter te schrijven: over de destructieve invloed van Joods atheïsme en de noodzaak Joden te vervolgen. De krant was in 1918 door het antisemitische Thule-Gesellschaft gekocht, veranderde haar naam in 1919 in Völkischer Beobachter en werd in 1920 door de NSDAP gekocht. 
In 1920 was Stempfle leider van de geheime anti-republikeinse Organisatie Kanzler (Orka) en in 1923 de hoofdredacteur van het antisemitische dagblad Miesbacher Anzeiger. Hij was toonaangevend journalist binnen de volkse- antisemitische beweging in katholiek Beieren. Hij was een directe vertrouweling van Hitler. Volgens Hitlers fotograaf Heinrich Hoffmann, bezocht Stempfle regelmatig München en behoorde hij tot Hitlers inner circle. Hij hielp Hitler bij het schrijven van Mein Kampf.
Stempfle moet in ongenade zijn gevallen, want in juni 1934 werd na een deportatie naar concentratiekamp Dachau, zijn levenloze lichaam gevonden in de bossen van Harlaching.
- Gemeinsame Normdatei: 127374264
- International Standard Name Identifier: 0000 0000 6322 6120
- Library of Congress Control Number: n2008019800
- Virtual International Authority File: 37939240
- WorldCat: E39PBJyMhtBGhB7hb7TppYm8G3